# Ligne 2 du tramway de Budapest
Pour les articles homonymes, voir Ligne 2.
La ligne 2 du tramway de Budapest (en hongrois : budapesti 2-es jelzésű villamosvonal) circule entre Jászai Mari tér et Közvágóhíd (« abattoir public »). Cette ligne dessert le centre de Budapest en longeant le Danube du côté de Pest, du Margit híd au Rákóczi híd. Elle permet d'atteindre entre autres le Parlement hongrois, la zone piétonne de Váci utca, le Pesti Vigadó, les Halles centrales de Budapest, l'Université Corvinus de Budapest ainsi que le nouveau Théâtre national. Elle est également connectée aux lignes    du train suburbain (HÉV) vers Ráckeve et Csepel.

## Histoire
L'ancienne ligne 2 ayant disparu en 1941, après la Seconde Guerre mondiale une nouvelle ligne 2 est lancée entre Jászai Mari tér et Dimitrov tér (actuellement Fővám tér). Un an plus tard, le terminus méridional est construit à Boráros tér. En 1973, la ligne atteint sa dimension actuelle.
La ligne 2A était une ligne de renforcement (betétjárat) de la ligne 2, circulant sur le même trajet du terminus de Jászai Mari tér jusqu'à Boráros tér, où elle avait une voie séparée avec un terminus. Elle ne circulait qu'aux heures de pointe du matin et a disparu le 23 février 2013.

## Tracé et stations

### Tracé

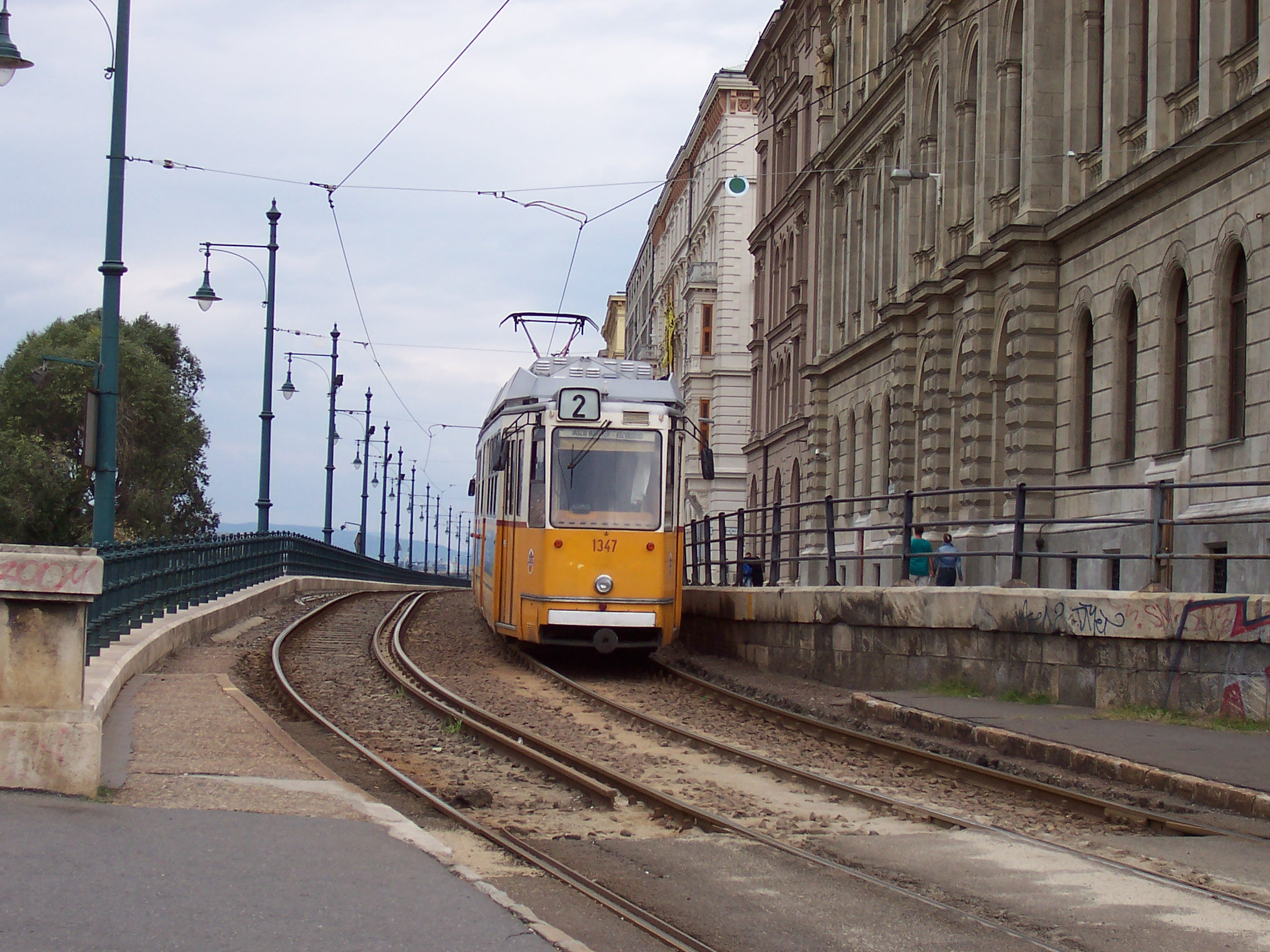
Exemple d'une portion sur traverses au niveau de Széchenyi tér.

Au nord, le tracé de la ligne commence au niveau de Jászai Mari tér, élégante place qui accueille côté Pest le Margit híd, pont sur lequel circulent les tramways  4 6. La ligne part plein sud, en site propre, en direction du Parlement hongrois et de Kossuth Lajos tér sur laquelle se trouvent deux stations. Après avoir contourné la place et rejoint la bordure haute des quais du Danube, le tramway roule jusqu'au terminus sur des rails sur traverses. Entretemps, la ligne dessert plusieurs monuments prestigieux de la capitale hongroise, tels l'Académie hongroise des sciences, le Pesti Vigadó, l'Église paroissiale Notre-Dame-de-l'Assomption ou encore les Halles centrales. Après Fővám tér, le tracé bifurque légèrement et quitte les quais du Danube à hauteur du centre commercial et culturel Bálna. Il longe ensuite un grand parc arboré jusqu'à Boráros tér puis le nouvel ensemble résidentiel construit en même temps que le Théâtre national et le Palais des Arts qu'il rejoint en bout de course.

### Liste des stations
|  |   |  | Station                    | Correspondances               | Arrondissement | Quartier                                | Desserte                                                                                  |
|  | - |  | -------------------------- | ----------------------------- | -------------- | --------------------------------------- | ----------------------------------------------------------------------------------------- |
|  | o |  | Jászai Mari tér            | 4 6 75 76 9 26 91 191 226 291 | 5e arr.        | Lipótváros                              | Jászai Mari tér                                                                           |
|  | • |  | Országház, látogatóközpont |                               | 5e arr.        | Lipótváros                              | Parlement hongrois, Musée ethnographique                                                  |
|  | o |  | Kossuth Lajos tér M        | 70 78 15 115                  | 5e arr.        | Lipótváros                              | Parlement hongrois, Ministère de l'agriculture et du développement rural, Palais Wellisch |
|  | • |  | Széchenyi István tér       | 16 105                        | 5e arr.        | Lipótváros                              | Széchenyi István tér, Académie hongroise des sciences, Palais Gresham                     |
|  | • |  | Eötvös tér                 |                               | 5e arr.        | Lipótváros                              |                                                                                           |
|  | • |  | Vigadó tér                 |                               | 5e arr.        | Lipótváros                              | Vigadó tér, Pesti Vigadó, Maison Gerbeaud                                                 |
|  | • |  | Március 15. tér            | 8E 15 108E 110 112 115 178    | 5e arr.        | Belváros                                |                                                                                           |
|  | o |  | Fővám tér M                | 47 47B 48 49 83 15 115        | 9e arr.        | Belső-Ferencváros                       | Halles centrales de Budapest, Université Corvinus de Budapest                             |
|  | • |  | Zsil utca                  | 15 115                        | 9e arr.        | Belső-Ferencváros                       |                                                                                           |
|  | o |  | Boráros tér H Gare HÉV     | 4 6 15 23 23E 54 55 115 212   | 9e arr.        | Középső-Ferencváros                     |                                                                                           |
|  | o |  | Haller utca / Soroksári út | 24 23 23E 54 55 223M          | 9e arr.        | Középső-Ferencváros                     |                                                                                           |
|  | o |  | Müpa – Nemzeti Színház H   | 24 23 54 55                   | 9e arr.        | Középső-Ferencváros                     | Palais des Arts, Théâtre national                                                         |
|  | o |  | Közvágóhíd H Gare HÉV      | 1 24 23 23E 54 55 179 223M    | 9e arr.        | Középső-Ferencváros / Külső-Ferencváros | Palais des Arts, Théâtre national                                                         |